# Toni Costa – Kommissar auf Ibiza: Küchenkunst
Küchenkunst ist ein deutscher Kriminalfilm von Peter Sämann aus dem Jahr 2012, der auf dem gleichnamigen Roman von Burkhard Driest basiert. Es handelt sich um die zweite und zugleich letzte Episode der ARD-Kriminalfilmreihe Toni Costa – Kommissar auf Ibiza mit Hardy Krüger junior in der Titelrolle. Die Erstausstrahlung erfolgte am 29. März 2012 zur Hauptsendezeit.

## Handlung
Toni Costa, ehemals Ermittler der Hamburger Mordkommission, steht in seinem zweiten Fall auf seiner Heimatinsel Ibiza vor einem undurchsichtigen Verbrechen. In den frühen Morgenstunden wird der Souschef Inaki, leitender Küchenmeister im Gourmetrestaurant von José Arrabal, erstochen in der dortigen Profiküche aufgefunden. Costa sagt daraufhin seinen geplanten Urlaub mit seiner Lebensgefährtin Karen ab, denn sein Vorgesetzter Santander, selbst enger Freund des Restaurantinhabers, übte bereits kurz nach Entdeckung der Leiche erheblichen Druck auf ihn aus. Bei der ersten Spurensuche gerät der junge Auszubildende Pedro in Verdacht, da er sowohl ein Motiv als auch keine stichhaltige Erklärung für seine Abwesenheit vorweisen kann. Bald jedoch zeigt sich, dass Inaki nicht das eigentliche Ziel des Täters war: Für den Tag seiner Hochzeit hatte jemand ein Dessert mit tödlichem Gift präpariert, um Arrabal und dessen künftige Ehefrau Carmen zu vernichten. Der Mordanschlag weitet den Kreis der Verdächtigen beträchtlich, denn der Sternekoch hat während seiner Karriere nicht nur Neider unter früheren Souschefs, die nach Entlassungen um ihre Reputation kämpften, sondern Carmen scheint darüber hinaus mit mehreren prominenten Gästen Affären unterhalten zu haben.
Im Verlauf der Ermittlungen muss Costa zusehen, wie Arrabal nur knapp einer Vergiftung entgeht, während weitere Hinweise auf ein kompliziertes Netz aus Eifersucht, Bestechung und persönlichen Ränken deuten. Dabei stellt sich heraus, dass einige Verdächtige kein Alibi besitzen und etliche heimliche Beziehungen in die gehobene Gesellschaft Ibizas hineinreichen. Costa und seine Kollegin Elena Navarra verfolgen jede Spur, geraten aber zugleich in Konflikt mit den Intrigen aus Arrabals Freundeskreis und den wachsenden Spannungen zu Karen, die das Schweigen und die ständige Arbeitsbelastung ihres Partners zunehmend belastet. Letztlich gelingt es ihnen, den wahren Mörder zu entlarven und die tödliche Verschwörung im Gourmetmilieu aufzurollen, wobei Costa einmal mehr beweist, dass er mit Ruhe, Konsequenz und Fingerspitzengefühl auch persönliche und berufliche Hindernisse überwinden kann.

## Produktionsnotizen
Die Dreharbeiten für Küchenkunst erstreckten sich vom 20. September 2011 bis zum 19. Oktober 2011 und fanden auf den balearischen Inseln Mallorca und Ibiza statt.